# Mercury Montego

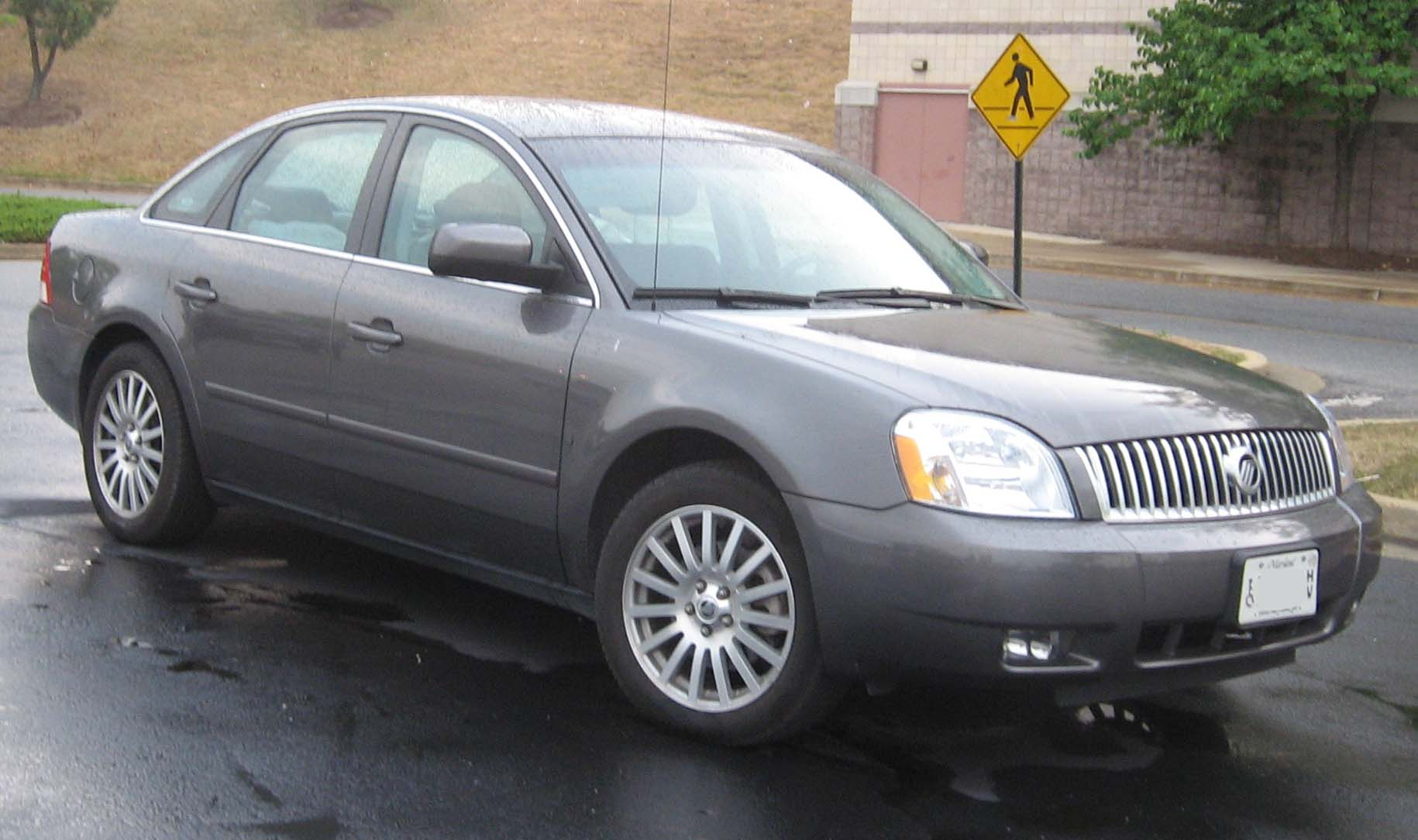
Mercury Montego D3

Mercury Montego — це назва, яка застосовувалася до трьох окремих поколінь транспортних засобів, що продаються підрозділом Mercury компанії Ford Motor. Взявши свою назву від Монтего-Бей, Ямайка, назва вперше з’явилася на канадському ринку в 1967 році як частина лінійки моделей Meteor, створеної для Mercury. У 1968 році Mercury Montego дебютував у Північній Америці, ставши аналогом лінійки моделей середнього розміру Ford Torino протягом двох поколінь.
Для моделі 1977 року компанія Ford переглянула асортименти продукції середнього розміру своїх підрозділів Ford і Mercury; в рамках оновлення в середині циклу Mercury припинив випуск таблички Montego і розширив лінійку Mercury Cougar, включивши повний асортимент седанів і універсалів (з Ford Gran Torino став Ford LTD II).
Після 28-річної відсутності табличку з назвою Montego було відроджено для моделі 2005 року, цього разу застосовано до повнорозмірного седана. Розташований за розміром між Mercury Milan і Grand Marquis, Montego 2005 року був аналогом Ford Five Hundred. Для моделі 2008 року Montego прийняв табличку автомобіля, який він замінив, ставши останнім поколінням Mercury Sable.